# واشنطن سكوير بارك
واشنطن سكوير بارك (بالإنجليزية:Washington Square Park) هي أحد أهم حدائق مدينة نيويورك ومعلم حضاري متميز في مانهاتن, تبلغ مساحتها 9.75 أكر(39,500 م2), أُنشئت سنة 1871, وهي مفتوحة أمام الزوار طوال العام.

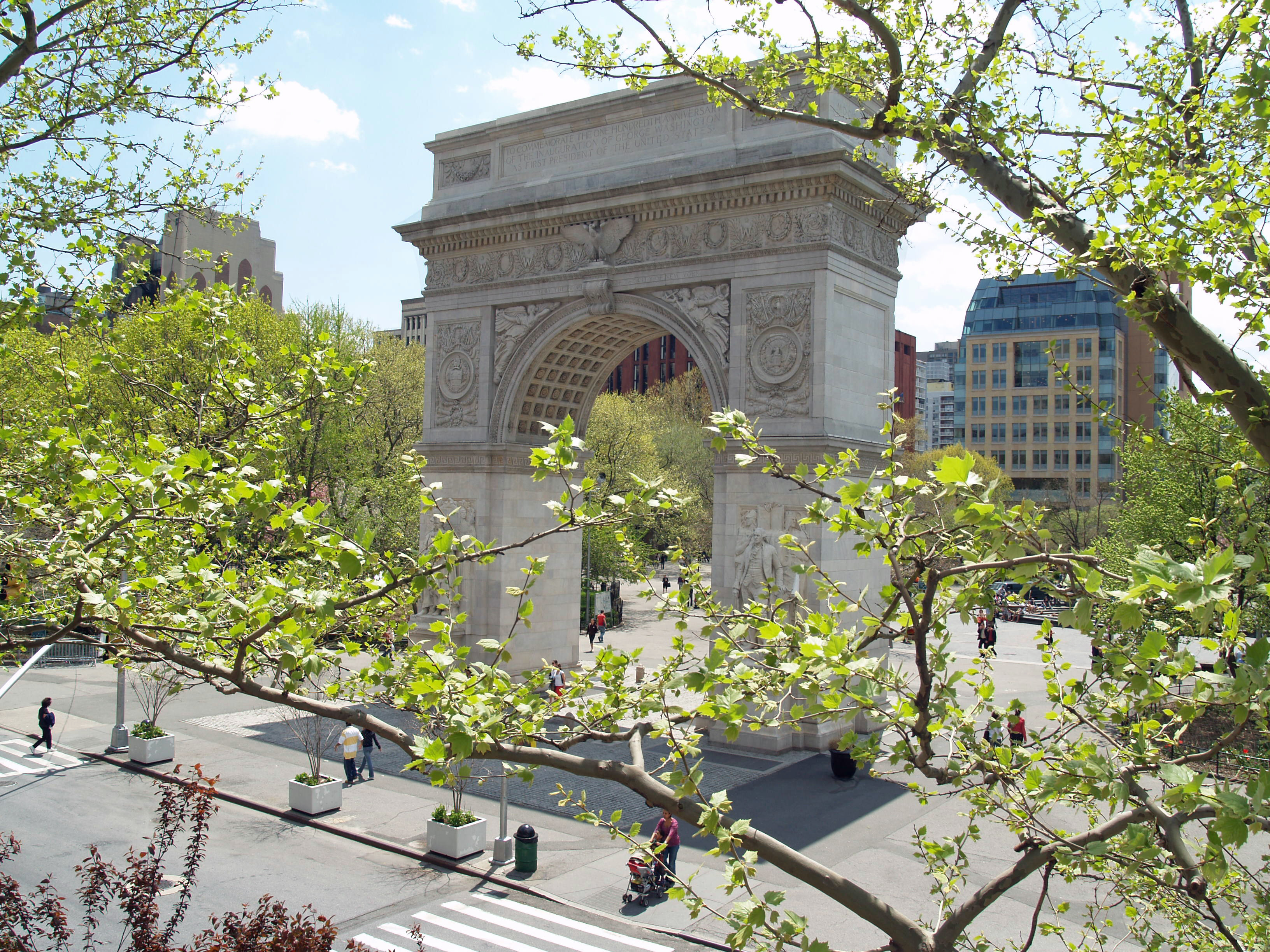